# Croton wigginsii
Croton wigginsii är en törelväxtart som beskrevs av Louis Cutter Wheeler. Croton wigginsii ingår i släktet Croton och familjen törelväxter. Inga underarter finns listade i Catalogue of Life.